# Circinus
Circinus (Cir), o Compasso, é uma pequena e pouco brilhante constelação no hemisfério celestial sul, localizada entre Centaurus e Triangulum Australe. O genitivo, usado para formar nomes de estrelas, é Circini. Foi criada em 1756 pelo astrônomo francês Nicolas Louis de Lacaille e representa um compasso, a ferramenta de desenho usada para fazer círculos. Sua estrela mais brilhante é Alpha Circini, com uma magnitude aparente de 3,19. Levemente variável, é a estrela Ap de oscilação rápida mais brilhante do céu e possui uma companheira, de magnitude 8,5. A segunda estrela mais brilhante é Beta Circini, de magnitude 4,07, e a terceira Gamma Circini, de magnitude 4,51, uma estrela binária cujos componentes estão separados por 0,8 segundos de arco. Delta Circini (magnitude 5,09) é um sistema estelar triplo com duas estrelas da rara classe espectral O e AX Circini é uma variável cefeida visível a olho nu. Duas estrelas parecidas com o Sol têm sistemas planetários: HD 134060 tem dois planetas relativamente pequenos e HD 129445 tem um planeta parecido com Júpiter. A supernova SN 185 ocorreu em Circinus em 185 d.C. e foi registrada por observadores chineses. Duas novas foram observadas mais recentemente, no século XX.
A Via Láctea atravessa a constelação, que apresenta objetos proeminentes como o aglomerado aberto NGC 5823 e a nebulosa planetária NGC 5315. Circinus abriga uma galáxia espiral notável, a Galáxia Circinus, que foi descoberta em 1977 e é a galáxia Seyfert mais próxima da Via Láctea. Alfa Circinídeos (ACI), uma chuva de meteoros também descoberta em 1977, irradia desta constelação.

## História
Em 1756 o astrônomo francês Nicolas Louis de Lacaille criou a constelação de Circinus com o nome francês le Compas, representando um compasso. Já havia sido representada pela primeira vez em um dos mapas de Lacaille em 1754, mas sem nome. Lacaille representou as constelações de Norma, Circinus e Triangulum Australe, respectivamente, como um esquadro, um compasso e um nível num conjunto de instrumentos de um desenhista técnico em seu mapa de estrelas do sul em 1756. Circinus recebeu seu nome atual em 1763, quando Lacaille publicou um mapa celeste com nomes em latim para as constelações que ele criou.

## Características
Fazendo fronteira com as constelações de Centaurus, Musca, Apus, Triangulum Australe, Norma e Lupus, Circinus está adjacente às proeminentes estrelas Alpha e Beta Centauri. A uma declinação de -50° a -70°, a constelação inteira só é visível a sul da latitude 30° N. Os limites oficiais da constelação, estabelecidos por Eugène Delporte em 1930, são definidos por um polígono de 14 segmentos. No sistema equatorial de coordenadas, as coordenadas de ascensão reta situam-se entre 13h 3,4m e 15h 30,2m e a declinação entre -55,43° e -70,62°. Circinus culmina cada ano, às 21h, em 14 de junho. A abreviação de três letras recomendada para a constelação, adotada pela União Astronômica Internacional em 1922, é 'Cir'.

## Objetos notáveis

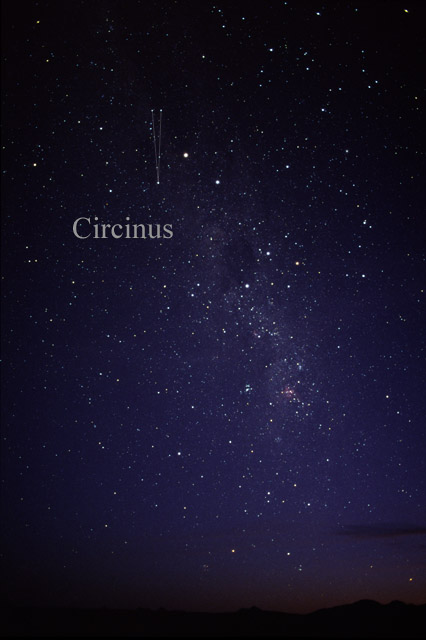
Imagem de parte do céu como visto a olho nu, com a constelação de Circinus indicada.

### Estrelas
Circinus é uma constelação pouco brilhante, com apenas uma estrela mais brilhante que magnitude 4. Alpha Circini é uma estrela de classe A da sequência principal com uma magnitude aparente de 3,19, estando a 54 anos-luz da Terra e a 4° sul de Alpha Centauri. Além de ser a estrela mais brilhante da constelação, é também a estrela Ap de oscilação rápida (estrela roAp) mais brilhante do céu. Possui um tipo espectral anormal de A7 Vp SrCrE, o que indica grandes emissões de estrôncio, crômio e európio. Estrelas assim possuem campos magnéticos anormais e são levemente variáveis. Alpha Circini forma um sistema estelar binário com uma anã laranja de tipo espectral K5 e magnitude 8,5 a uma separação de 16 segundos de arco. A segunda estrela mais brilhante da constelação é Beta Circini, uma estrela de classe A da sequência principal com tipo espectral de A3Va e magnitude de 4,07, a cerca de 100 anos-luz de distância. Tem cerca de 1,8 vezes o diâmetro do Sol.
Gamma Circini é uma estrela binária a 450 anos-luz da Terra, cujos componentes podem ser separados com telescópio de 150 mm, e estão a 0,8 segundos de arco um do outro. O componente mais brilhante é uma estrela Be de tipo espectral B5IV e magnitude 4,94, enquanto o outro componente é uma estrela de classe F da sequência principal de magnitude 5,73. Eles completam uma órbita a cada 258 anos. Delta Circini também é uma estrela múltipla cujos componentes, separados por 50 segundos de arco, têm magnitudes de 5,1 e 13,4 e orbitam ao redor de seu centro de gravidade a cada 3,9 dias. O componente mais brilhante é, por sua vez, uma binária eclipsante (pode ser também uma variável elipsoidal rotacional), com uma pequena variação de magnitude (0,1). É composto por duas estrelas azuis de tipo espectral O7III-V e O9,5V, respectivamente, com massa estimada de 22 e 12 vezes a massa solar. A mais de 3 600 anos-luz de distância, esse sistema superaria o brilho de Vênus a uma magnitude de -4,8 se estivesse a 32 anos-luz (10 parsecs) da Terra.
Eta Circini é uma gigante amarela de tipo espectral G8III e magnitude 5,17, a 276 anos-luz de distância, e Zeta Circini é uma estrela azul-branca da sequência principal de tipo espectral B3V e magnitude 6,09, localizada a cerca de 1 300 anos-luz da Terra.
493 estrelas variáveis já foram registradas em Circinus, mas a maioria é pouco brilhante e apresenta pequena variação. Três proeminentes exemplos são Theta Circini, T Circini, e AX Circini. Theta Circini é uma variável irregular (sem período reconhecível) de classe B, variando entre magnitude 5,0 e 5,4. T Circini é um sistema binário eclipsante de classe B que varia entre magnitudes 10,6 e 9,3 em um período de 3,298 dias. AX é uma variável cefeida que varia entre magnitudes 5,6 e 6,19 ao longo de 5,3 dias. É uma supergigante branco-amarela de tipo espectral F8II+, distante 1 600 anos-luz da Terra. BP Circini é outra variável cefeida, variando sua magnitude de 7,37 a 7,71 com período de 24 horas. Ambas as cefeidas são binárias espectroscópicas com estrelas companheiras de classe B6 e 5 e 4,7 massas solares respectivamente. BX Circini é uma estrela variável que oscila entre magnitudes 12,57 e 12,62 com um período de 2 horas e 33 minutos. Mais de 99% de sua composição é hélio. Sua origem não é clara; acredita-se que seja o resultado da fusão de uma anã branca de hélio com uma de carbono e oxigênio.
Em Circinus estão situadas muitas estrelas com sistemas planetários, apesar de nenhuma ser particularmente  proeminente. HD 134060 é uma anã amarela parecida com o Sol de tipo espectral G0VFe+0.4 e magnitude 6,29, a cerca de 79 anos-luz de distância. Possui dois planetas descobertos em 2011 pelo método da velocidade radial: o menor, HD 134060 b, tem uma massa de 0,0351 MJ (massas de Júpiter) e orbita a estrela a cada 3,27 dias, a 0,0444 UA; e o maior, HD 134060 c (0,15 MJ), orbita mais longe a 2,226 UA, com um período de 1 161 dias. Com magnitude de 8,8, a estrela HD 129445 está a 220 anos-luz de distância e tem 99% da massa solar e tipo espectral de G8V. HD 129445 b, um planeta parecido com Júpiter (1,6 MJ) descoberto em 2010  pelo método da velocidade radial, orbita essa estrela a uma distância de 2,9 UA, em aproximadamente 1 840 dias.

### Objetos de céu profundo

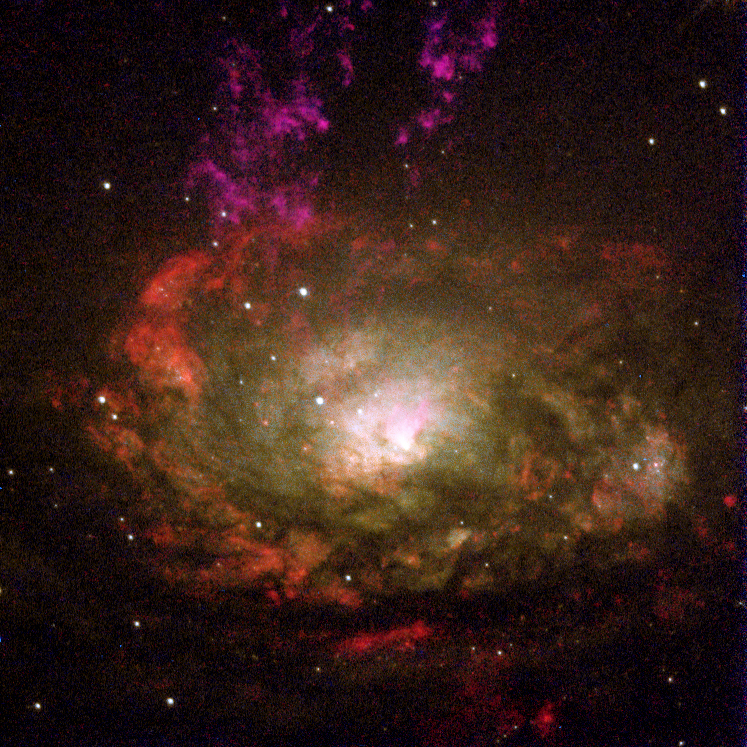
Galáxia Circinus pelo Telescópio Espacial Hubble.

Há três aglomerados abertos e uma nebulosa planetária dentro da constelação de Circinus, todos visíveis através de telescópios amadores de diferentes tamanhos. NGC 5823, também chamado de Caldwell 88, é um aglomerado aberto com idade de 800 milhões de anos, localizado na fronteira norte da constelação a 3 500 anos-luz de distância e cobrindo uma área de 12 anos-luz. Apesar de ter uma magnitude total de 7,9, o aglomerado pode ser achado pela técnica de star hopping a partir de Beta Circini ou Alpha Centauri. Ele contém 80 a 100 estrelas de magnitude 10 e menos brilhante, espalhadas ao longo de um diâmetro de 10 segundos de arco. As estrelas mais brilhantes, no entanto, não são realmente membros do aglomerado, pois estão mais próximas da Terra que as outras. NGC 5823 possui um formato diferente que já foi descrito como um "S" invertido, por John Herschel, uma tulipa e uma caixa. Esse aglomerado pode ser facilmente confundido como um outro similar, NGC 5822, bem próximo na constelação de Lupus. O aglomerado aberto NGC 5715 é menos brilhante (magnitude total de 9,8)—sua estrela mais brilhante é apenas de 11ª magnitude—e menor (7,0 minutos de arco), composto por 30 estrelas. O terceiro aglomerado da constelação, Pismis 20, contém 12 estrelas em um diâmetro de 4,5 segundos de arco e exibe magnitude semelhante à de NGC 5823 (7,8). A 8 270 anos-luz da Terra, ele requer um telescópio amador com abertura de mais de 300 mm para ser facilmente reconhecido.

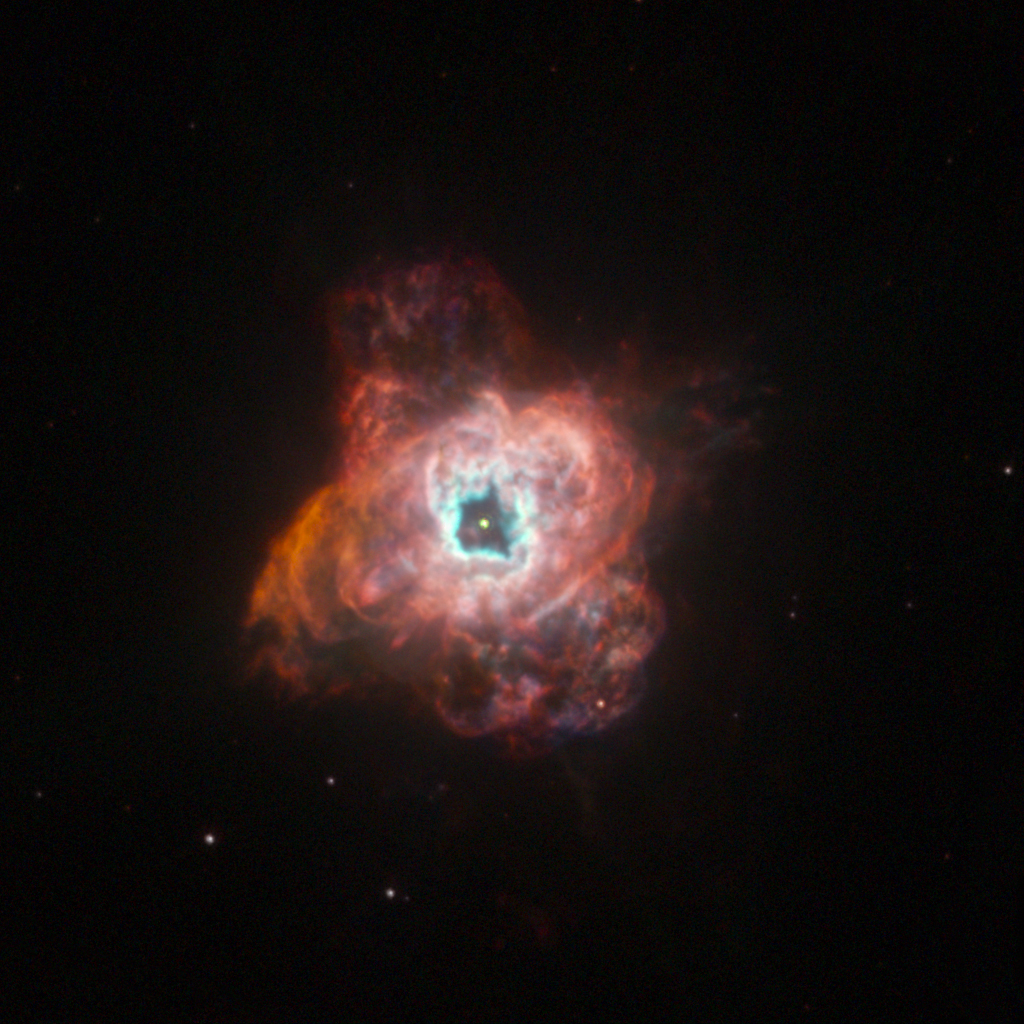
NGC 5315 pelo Telescópio Espacial Hubble.

A nebulosa planetária NGC 5315 tem uma magnitude aparente de 9,8 e está em torno de uma estrela central de magnitude 14,2, 5,2 graus a oeste-sudoeste de Alpha Circini. Só pode ser vista como um disco com uma ampliação de mais de 200 vezes. Bernes 145 é uma nebulosa escura e de reflexão listada primeiramente em 1971 no Catálogo Bernes. A parte que é nebulosa escura pode ser vista facilmente com um grande telescópio amador, medindo 12 por 5 minutos de arco.
Circinus também contém ESO 97-G13, chamada frequentemente de Galáxia Circinus. Descoberta em 1977, é uma galáxia relativamente brilhante (magnitude 10,6), o que é incomum para galáxias muito próximas do plano da Via Láctea no céu, já que sua luz é obscurecida por gás e poeira. Essa galáxia espiral alongada, medindo 6,9 por 3,0 minutos de arco e 26 000 anos-luz de diâmetro, está localizada a 13 milhões de anos-luz da Terra e está a apenas 4 graus do plano galáctico. É a galáxia Seyfert mais próxima da Via Láctea, e possui um núcleo galáctico ativo.

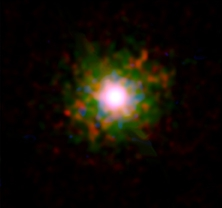
Imagem em falsa cor, obtida com o observatório de raios-X Chandra, de Circinus X-1, mostrando seus jatos.

Circinus X-1 é um sistema estelar binário de raio X que inclui uma estrela de nêutrons. Observações de Circinus X-1 em 2007 revelaram a presença de jatos de raio X encontrados normalmente em sistemas com buraco negro. Localizado a 19 000 anos-luz, o pulsar  PSR B1509-58, também chamado de Pulsar Circinus, emite de seu polo sul um jato de material com 20 anos-luz de extensão, visível na faixa de raios X do espectro. SN 185 foi uma supernova cujo remanescente se encontra em Circinus. Registrado por observadores chineses em 185 d.C., SN 185 foi visível no céu noturno por cerca de oito meses; seu remanescente, conhecido como RCW 86, cobre uma área maior que a da lua cheia.
Uma estrela anã branca em um sistema binário próximo pode acumular material da estrela companheira até sofrer uma explosão termonuclear muito brilhante, conhecida como nova. Essas estrelas geralmente aumentam seu brilho em 7 a 16 magnitudes. A nova Circini 1926, também conhecida como X Circini, foi observada com magnitude de 6,5 em 3 de setembro de 1926, e então diminuiu a uma magnitude entre 11,7 e 12,5, durante 1928, e magnitude 13, em 1929. A nova Circini 1995 (BY Circini) atingiu magnitude aparente máxima de 7,2 em janeiro de 1995. BW Circini é um sistema binário de raios X de baixa massa, composto de um buraco negro de cerca de 8 massas solares e uma estrela gigante amarela de tipo espectral G0III-G5III. Erupções de raios X foram registradas em 1987, 1997, e possivelmente entre 1971 e 1972.

### Chuva de meteoros
Circinus é o radiante de uma chuva de meteoros anual, Alfa Circinídeos (ACI). Observada pela primeira vez em Queensland, Austrália, em 1977, seus meteoros têm velocidade média de 27,1 km/s e acredita-se que estão associados a um cometa de longo período. Em 2011, Peter Jenniskens 
propôs que detritos do cometa C/1969 T1 poderiam cruzar a órbita da Terra e gerar um radiante de meteoros perto de Beta Circini. Alfa Circinídeos tem seu pico em 4 de junho, o dia em que foi primeiramente observada.